# Megyei labdarúgó-bajnokságok
A magyar labdarúgó-bajnokság jelenlegi rendszerében az NB III alatt a vármegyei bajnokságok találhatók, illetve a fővárosban a Budapest-bajnokság. Ezek a bajnoki osztályok a Magyar Labdarúgó-szövetség vármegyei igazgatóságainak hatáskörébe tartoznak (a korábbi megyei labdarúgó-szövetségek jogutódai). A bajnokságok első osztálya országos szinten a negyedosztálynak felel meg.
Korábban a legtöbb megyére két bajnoki osztály volt jellemző, manapság azonban legtöbb megyében három, néhányban pedig négy osztályban írják ki a bajnoki küzdelmeket (ez annak következménye, hogy az egykori járási, majd körzeti bajnokságok is átkerültek vármegyei hatáskörbe). Az egyes osztályok létszámáról, beosztásáról az illetékes vármegyei igazgatóság dönt. A vármegyei I. osztályú bajnokságok egycsoportosak, bajnokaik párokba sorsolva osztályozókat játszanak. A párharcok győztesei feljutnak az NB III-ba, ahonnan a kiesők saját megyéjük bajnokságába kerülnek. A vármegyei II., III., esetleges IV. osztály a csapatok létszámától függően lehet egycsoportos vagy területi alapon több csoportra felosztott. Az egyes bajnokságok győztesei egy osztállyal feljebb jutnak, a kiesők száma függ a csoportbeosztástól, illetve attól, hogy az adott vármegye bajnoka megnyeri-e az NB III-ért játszott osztályozót, és hogy hány vármegyebelicsapat esik ki az NB III-ból. A jogelőd nélkül alakuló új csapatok a legalsó osztályban (vármegyei III. vagy IV.) kezdik szereplésüket.

## Bács-Kiskun
Bács-Kiskun vármegyében három bajnoki osztályban küzdenek a csapatok, a II. osztály két, a III. osztály négy csoportra oszlik.
- Vármegyei I. – 12 csapat
- Vármegyei II.
  - Déli csoport – 13 csapat
  - Északi csoport – 12 csapat
- Vármegyei III.
  - Dél csoport 13 csapat
  - Észak csoport 13 csapat
  - Közép csoport 14 csapat
  - Nyugat csoport 13 csapat

## Baranya
Baranya vármegyében négy bajnoki osztályban küzdenek a csapatok, a III. osztály három csoportra oszlik.
- AutóCity Volkswagen Vármegyei I. – 16 csapat
- AutóCity Volkswagen Vármegyei II. – 15 csapat
- AutoCity Volkswagen Várvármegyei III.
  - Czibulka Mihály csoport – 12 csapat
  - Csík Jenő csoport – 12 csapat
  - Dárdai Ferenc csoport – 12 csoport

## Békés
Békés vármegyében nem volt elég nevező ahhoz, hogy vármegyei első- és másodosztályú bajnokságokat indítsanak, ezért egy ún. kvalifikációs bajnokságot hoztak létre. A 24 nevezett csapatot őszre "A", "B", "C" jelű kvalifikációs csoportokba osztották az előző szezonban elért eredményeik alapján. A csoportok első és utolsó 4 helyezettje továbbjut a vármegye I. és vármegyei II. "A" csoportokba.  A II. osztály ősszel egy, tavasszal 2, a III. osztály egy csoportra oszlik.
- Kvalifikációs bajnokság (ősz)
  - "A" csoport – 8 csapat
  - "B" csoport – 8 csapat
  - "C" csoport – 8 csapat
- Vármegyei I. – 12 csapat (tavasz)
- Vármegyei II.
  - "A" csoport – 12 csapat (tavasz)
  - "B" csoport – 16 csapat
- Vármegyei III. – 16 csapat

## Borsod-Abaúj-Zemplén
Borsod-Abaúj-Zemplén vármegyében három bajnoki osztályban küzdenek a csapatok, a II. osztály három, a III. osztály öt csoportra oszlik.
- Vármegyei I. – 16 csapat
- Vármegyei II.
  - Észak csoport – 16 csapat
  - Kelet csoport – 16 csapat
  - Közép csoport – 16 csapat
- Vármegyei III.
  - Nyugat csoport – 7 csapat
  - Kelet csoport – 7 csapat
  - Észak csoport – 7 csapat
  - Dél csoport – 7 csapat

## Budapest
Budapesten négy bajnoki osztályban küzdenek a csapatok, a III. osztály három, a IV. osztály négy csoportra oszlik.
- BLSZ I. – 16 csapat
- BLSZ II. – 16 csapat
- BLSZ III.
  - 1. csoport – 14 csapat
  - 2. csoport – 13 csapat
  - 3. csoport – 14 csapat
- BLSZ IV.
  - 1. csoport – 12 csapat
  - 2. csoport – 11 csapat
  - 3. csoport – 14 csapat
  - 4. csoport – 13 csapat

## Csongrád-Csanád
Csongrád-Csanád vármegyében négy bajnoki osztályban küzdenek a csapatok, a IV. osztály két csoportra oszlik.
- Vármegyei I. – 14 csapat
- Vármegyei II. – 15 csapat
- Vármegyei III. – 15 csapat
- Vármegyei IV.
  - Homokhát csoport – 12 csoport
  - Tisza-Maros csoport – 12 csoport

## Fejér
Fejér vármegyében három bajnoki osztályban küzdenek a csapatok, a II. osztály két, a III. osztály három csoportra oszlik.
- Viszló Trans Vármegyei I. –16 csapat
- Vármegyei II.
  - Thermovár Észak csoport – 12 csapat
  - Groupama Dél csoport – 13 csapat
- Vármegyei III.
  - Aqvital Észak csoport – 11 csapat
  - Simix Üveg-Ásvány Nyugat csoport – 11 csapat
  - Horfer Serleg Dél csoport – 12 csapat

## Győr-Moson-Sopron
Győr-Moson-Sopron vármegyében három bajnoki osztályban küzdenek a csapatok, a II. osztály három, a III. osztály kilenc csoportra oszlik.
- Vármegyei I. – 16 csapat
- Vármegyei II.
  - Észak csoport – 14 csapat
  - Kelet csoport – 16 csapat
  - Nyugat csoport – 14 csapat
- Vármegyei III.
  - Győr A. csoport – 16 csapat
  - Győr A. tartalék csoport – 16 csapat
  - Győr B. csoport – 13 csapat
  - Móvár csoport – 13 csapat
  - Csorna csoport – 16 csapat
  - Csorna tartalék csoport – 12 csapat
  - Sopron A. csoport – 8 csapat
  - Sopron A. tartalék csoport – 8 csapat
  - Sopron B. csoport – 8 csapat

## Hajdú-Bihar
Hajdú-Bihar vármegyében három bajnoki osztályban küzdenek a csapatok, a III. osztály két csoportra oszlik.
- Vármegyei I. – 16 csapat
- Vármegyei II. – 18 csapat
- Vármegyei III.
  - Észak csoport – 12 csapat
  - Dél csoport – 11 csapat

## Heves
Heves vármegyében három bajnoki osztályban küzdenek a csapatok, a III. osztály két csoportra oszlik.
- Vármegyei I. – 14 csapat
- Vármegyei II. – 16 csapat
- Vármegyei III.
  - Kelet csoport – 12 csapat
  - Nyugat csoport – 11 csapat

## Jász-Nagykun-Szolnok
Jász-Nagykun-Szolnok vármegyében három bajnoki osztályban küzdenek a csapatok.
- Vármegyei I. – 15 csapat
- Vármegyei II. – 14 csapat
- Vármegyei III. – 15 csapat

## Komárom-Esztergom
Komárom-Esztergom vármegyében három bajnoki osztályban küzdenek a csapatok, a III. osztály két csoportra oszlik.
- Vármegyei I. – 13 csapat
- Vármegyei II. – 16 csapat
- Vármegyei III.
  - Eurotrade Dél csoport – 14 csapat
  - Eurotrade Észak csoport – 14 csapat

## Nógrád
Nógrád vármegyében három bajnoki osztályban küzdenek a csapatok, a III. osztály három csoportra oszlik.
- Vármegyei I. – 14 csapat
- Vármegyei II. – 10 csapat
- Vármegyei III.
  - Kelet csoport – 16 csapat
  - Nyugat csoport – 17 csapat

## Pest
Pest vármegyében négy bajnoki osztályban küzdenek a csapatok, a II. osztály két, a III. osztály három, a IV. osztály négy csoportra oszlik.
- Vármegyei I. – 16 csapat
- Vármegyei II.
  - Déli csoport – 16 csapat
  - Északi csoport – 16 csapat
- Vármegyei III.
  - Északi csoport – 14 csapat
  - Keleti csoport – 14 csapat
  - Délnyugati csoport – 14 csapat
- Vármegyei IV.
  - Északkeleti csoport – 12 csapat
  - Északnyugati csoport – 12 csapat
  - Déli csoport – 13 csoport
  - Délkeleti csoport – 12 csapat

## Somogy
Somogy vármegyében négy bajnoki osztályban küzdenek a csapatok, a III., IV. osztály két-két csoportra oszlik.
- Vármegyei I. – 14 csapat
- Vármegyei II. – 16 csapat
- Vármegyei III.
  - Dél csoport – 8 csapat
  - Észak csoport – 8 csapat
- Vármegyei IV.
  - Dél csoport – 12 csapat
  - Észak csoport – 11 csapat

## Szabolcs-Szatmár-Bereg
Szabolcs-Szatmár-Bereg vármegyében három bajnoki osztályban küzdenek a csapatok, a II. osztály három, a III. osztály négy csoportra oszlik.
- Tiszántúli Takarék Vármegyei I. – 16 csapat
- Vármegyei II.
  - Pannónia Zrt. csoport – 15 csapat
  - Nyírerdő csoport – 16 csapat
  - Kelet-Magyarország csoport – 15 csapat
- Vármegyei III.
  - Szabolcs csoport –11 csapat
  - Nyírség csoport – 12 csapat
  - Rétköz csoport – 11 csapat
  - Szamos csoport – 13 csapat

## Tolna
Tolna vármegyében három bajnoki osztályban küzdenek a csapatok, a III. osztály két csoportra oszlik.
- Vármegyei I. – 9 csapat
- Vármegyei II. – 12 csapat
- Vármegyei III.
  - Kelet csoport – 14 csapat
  - Nyugat csoport – 13 csapat

## Vas
Vas vármegyében három bajnoki osztályban küzdenek a csapatok, a II. osztály két, a III. osztály három csoportra oszlik.
- Vármegyei I. – 17 csapat
- Vármegyei II.
  - Északi csoport 16 csapat
  - Déli csoport 14 csapat
- Vármegyei III.
  - Körmend csoport – 16 csapat
  - Sárvár csoport – 15 csapat
  - Szombathely csoport – 16 csapamt

## Veszprém
Veszprém vármegyében négy bajnoki osztályban küzdenek a csapatok, a III. osztály öt csoportra oszlik.
- Vehir.hu Vármegyei I. – 15 csapat
- CoreComm SI Vármegyei II. – 10 csapat
- CoreComm SI Vármegyei III.
  - Észak csoport – 12 csapat
  - Észak-Nyugat csoport – 11 csapat
  - Kelet csoport – 14 csapat
  - Közép csoport – 13 csapat
  - Dél csoport – 14 csapat

## Zala
Zala vármegyében három bajnoki osztályban küzdenek a csapatok, a III. osztály öt csoportra oszlik.
- Vármegyei I. – 15 csapat
- Vármegyei II. – 16 csapat
- Vármegyei III.
  - Észak csoport – 15 csapat
  - Közép csoport – 16 csapat
  - Nyugat csoport – 14 csapat
  - Kelet csoport – 14 csapat
  - Dél csoport – 14 csapat